# Sepiadarium
Sepiadarium — род головоногих из семейства Sepiadarium отряда каракатицы. Максимальная длина тела 3 см. Встречаются в тропиках и субтропиках Тихого и Индийского океанов на глубине от 60 метров. Безвредны для человека, хозяйственного значения не имеют.

## Виды
Известно пять признанных видов:
- Sepiadarium auritum G. C. Robson, 1914
- Sepiadarium austrinum S. S. Berry, 1921
- Sepiadarium gracilis Voss, 1962
- Sepiadarium kochii Steenstrup, 1881typus
- Sepiadarium nipponianum S. S. Berry, 1932